# Spatuloricaria nudiventris
Spatuloricaria nudiventris es una especie de peces de la familia Loricariidae en el orden de los Siluriformes.

## Distribución geográfica
Se encuentran en Sudamérica: cuenca del São Francisco.